# Myurellopsis nathaliae
Myurellopsis nathaliae é uma espécie de gastrópode do gênero Myurellopsis, pertencente a família Terebridae.